# Expansão territorial da Rússia

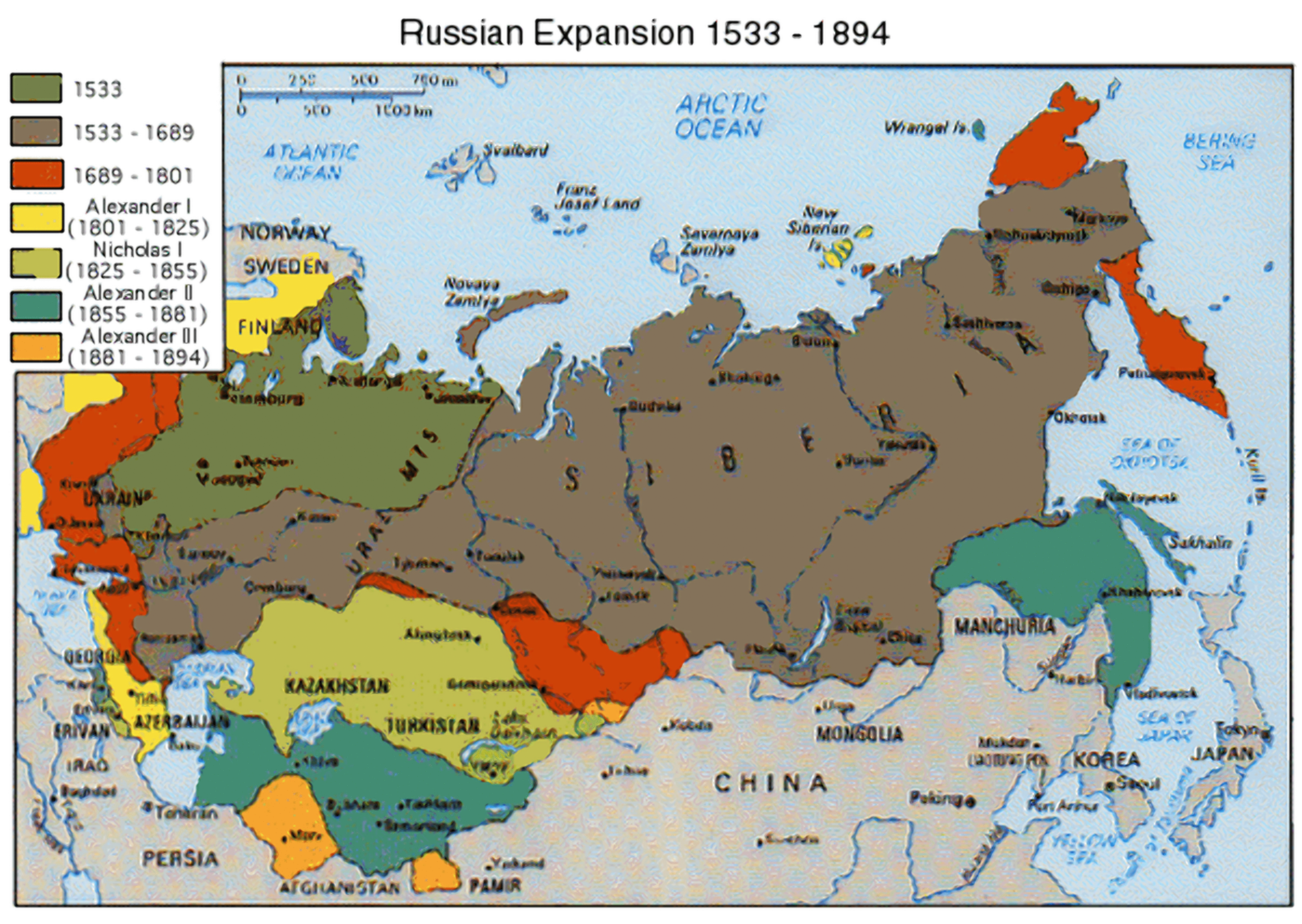
Mapa da expansão territorial da Rússia

O colonialismo e expansão territorial russa foi um processo de descoberta e conquista de novos territórios pela Rússia. Caracterizou-se por oposição à colonização da maioria das outras potências coloniais europeias visto que estavam destinados principalmente aos territórios ultramarinos, mas já a Rússia principalmente a expansão continental nas zonas adjacentes (colonialismo interno). Estendeu sobre regiões que compõem a moderna Polônia, Ucrânia, Bielorrússia, Finlândia, Países Bálticos, Moldávia, Ásia Central, Sibéria e o Cáucaso. Seus primórdios podem ser datados para a conquista moscovita da República da Novogárdia em 1478 e sua subsequente colonização da Moscóvia.
Enquanto as potências europeias realizavam a grande expansão marítima comercial, o Império Russo realizava sua expansão territorial para leste, sudoeste e sudeste, chegando até o Oceano Pacífico através de deslocamentos terrestres. Para se ter uma ideia, em 1542 os russos já tinham conquistado a Sibéria ocidental; em 1620, a central e, em 1650, a oriental. Em 1671, atingiram o Oceano Pacífico e, em 1742, atravessaram o estreito de Bering, dando início à exploração do Alasca.
Embora o colonialismo russo terminou formalmente em 1991 com a independência política das ex-repúblicas soviéticas, a capital russa ainda, na prática, domina os territórios e pode ser dito que mantêm uma relação de neocolonial com eles. Os colonos russos que chegaram na época soviética, ainda tendem a se identificar culturalmente e intelectualmente com Moscou e a Rússia, mais do que nas nações em que vivem, a mídia nas recém-independentes repúblicas não russas, com exceção dos países bálticos, permanecem fortemente "russificadas".

## Rússia de Quieve
O primeiro Estado eslavo do Oriente, a Rússia de Quieve, foi fundado pelos viquingues nórdicos que vieram da Escandinávia, navegando pelos rios da Europa do Leste. Eles adotaram o cristianismo do Império Bizantino em 988 e iniciaram a síntese das culturas bizantinas e eslavas que vieram a definir a cultura russa.
Os mongóis sob Gengis Cã (r. 1167–1227) assaltaram e devastaram a China (1211–1215), atacando o Império Corásmio (1219–1225), e rumando para a Europa Oriental. Com a morte de Oguedai Cã, um dos quatro filhos de Gengis Cã, os vitoriosos exércitos mongóis sob neto de Gêngis Cã, Batu recuaram de repente da Europa. Embora tecnicamente grande no seu tamanho territorial em comparação com os estados europeus do oeste, o Estado de Rus de Quieve rapidamente sucumbiu aos invasores mongóis no ano 1230 quando a Horda de Ouro correu para o Ocidente e a Rússia foi conquistada pelos cavaleiros das vastas estepes do Oriente, isolando-a da Europa e provocou a sua decadência cultural; o que segundo alguns estudiosos, foi a gênese do desejo da Rússia de propagação e conquista do leste.

Mapas do desenvolvimento da Rus' de Quieve
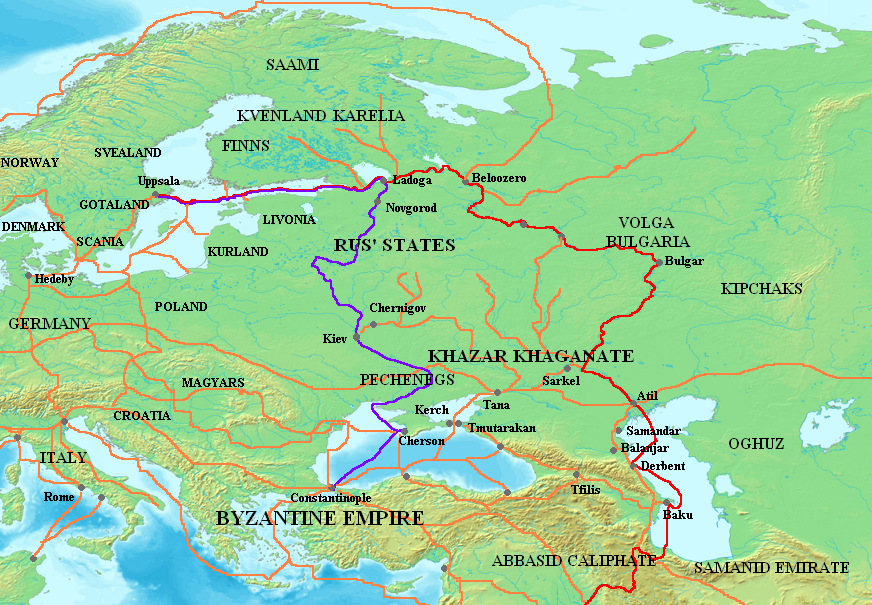
Principais rotas de comércio da Rússia de Quieve - a rota comercial do Volga (vermelho), a partir dos varegues para os gregos (em roxo). Outras rotas dos séculos VIII a XI (laranja).
Mapa do Rus' de Quieve antes das campanhas de Esvetoslau em meados do século X.
Mapa histórico do Rus' de Quieve em seu apogeu (980-1054).

## Principado de Moscou (1300 - 1533)
Uma das características mais marcantes da história da Moscóvia é o seu impressionante crescimento territorial. A expansão coincidiu com a fragmentação e a desintegração do Império Mongol na Eurásia do final do século XIV, mas foi quase exclusivamente à custa dos principados do nordeste de Rus: Tuéria, Susdália, Resânia, Novogárdia, Pscóvia.
Como o controle mongol rapidamente se enfraqueceu, uma série de centros provinciais de Novogárdia Magna e Pescóvia, lutaram para herdar o legado da Rússia de Quieve, mas foi Moscou, que passou a dominar o antigo centro cultural. Inicialmente, o poder era fraco, e os tributos eram pagos aos cãs tártaros.
O Canato Quipchaco da Horda de Ouro, não assimilado pela civilização russo-bizantina e islamizado apenas superficialmente, deteriorou-se internamente. Eventualmente, foi dividido nos Canatos separados da Crimeia (1430-1783), de Cazã (1445-1552) e de Astracã (1466-1556).
Seria sob Ivã III que Moscou rejeitou o costumeiro tributo pago ao grande tártaro Amade Cã, e enquanto combatia as tribos turcas do leste, começou a unificar todas as províncias que eram culturalmente russas. Isso incluiu uma guerra vencida contra a República de Novogárdia. Seu filho Basílio III continuou as políticas de seu pai e anexou as últimas províncias autónomas sobreviventes de Pscóvia, Volokolamsk, Resânia e Novogárdia Sevéria, e mais notavelmente capturaram a cidade polonesa de Esmolensco.

Mapas
Principados russos em 1237.
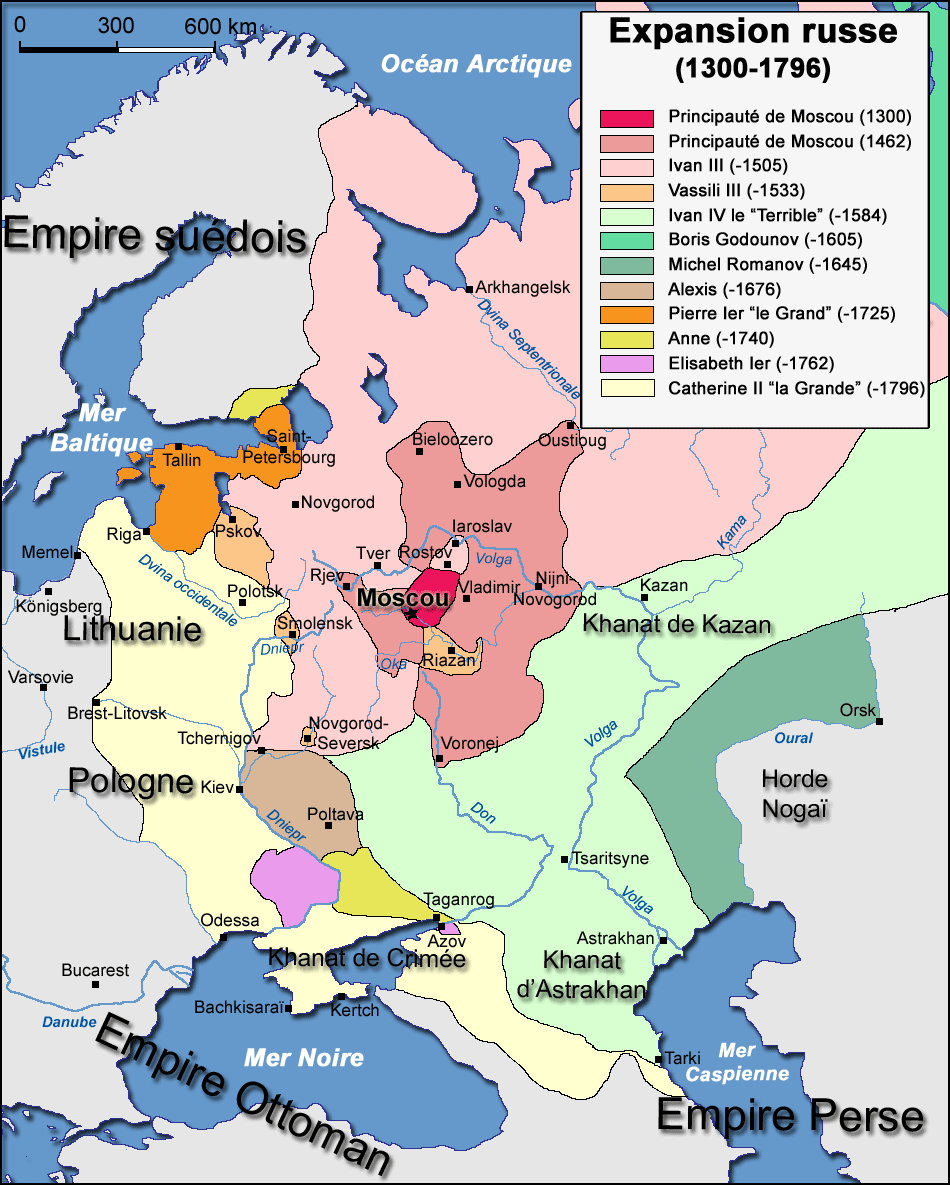
Expansão territorial de Moscóvia entre 1300 e 1796.
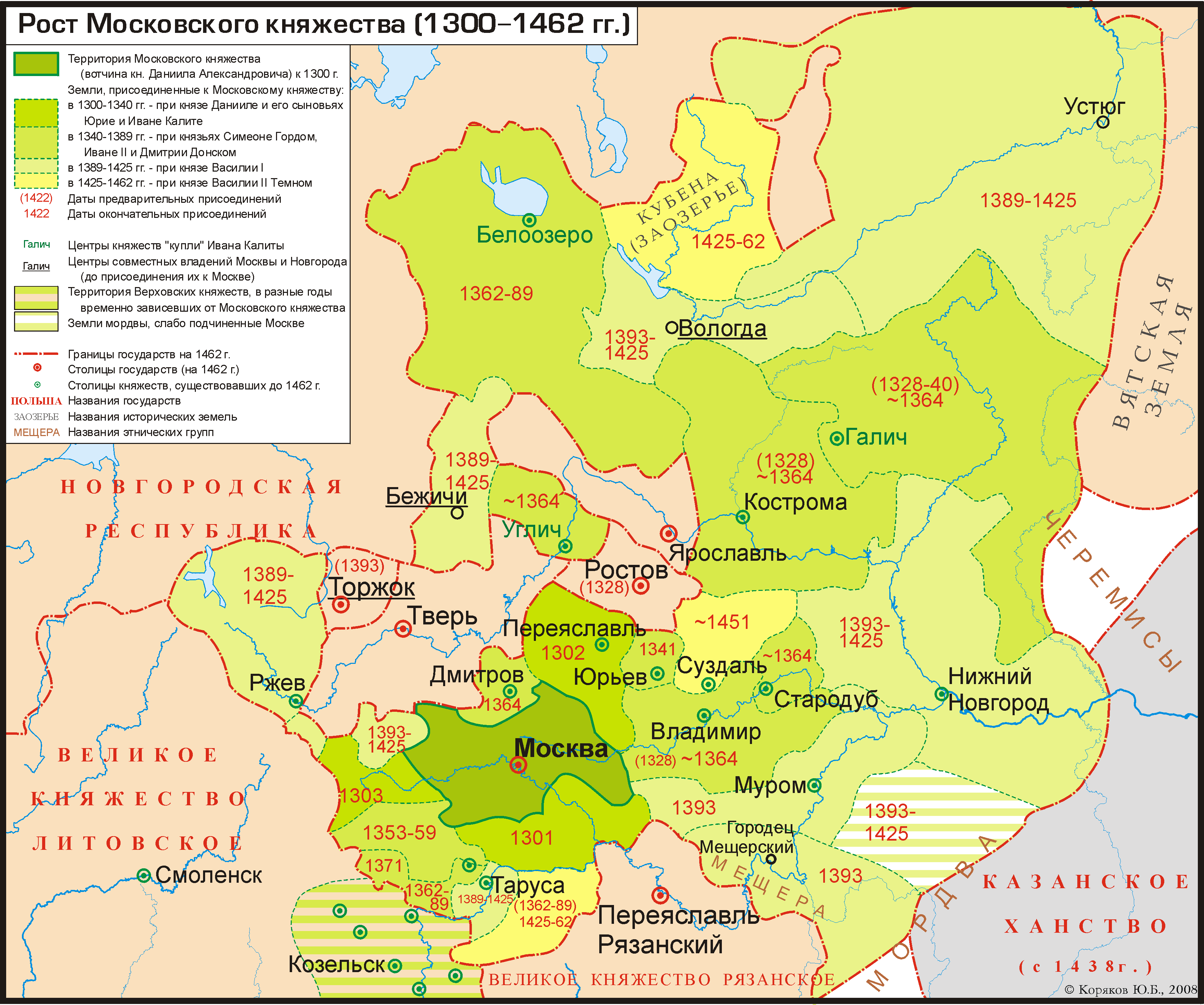
Moscóvia entre 1300 e 1462.
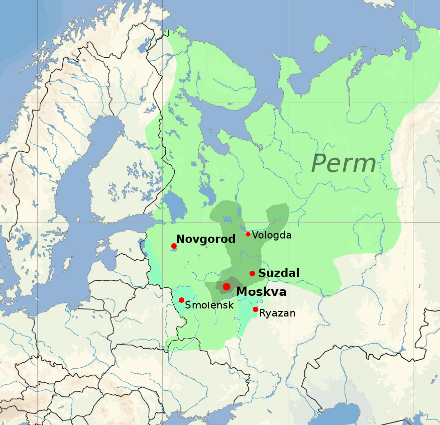
Moscóvia entre 1390 e 1530.

## Czarado da Rússia

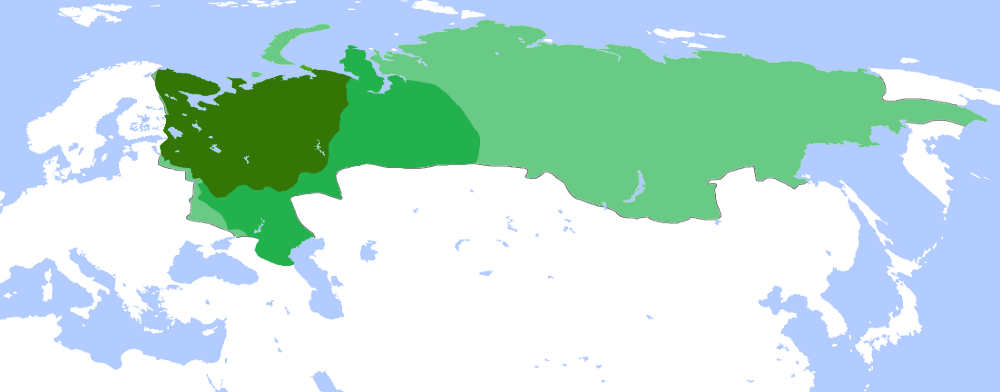
Território da Moscóvia / Rússia em:
1500
1600
1700

Ivan IV, o Terrível, foi o primeiro governante da Rússia a assumir o título de czar, e em seu reinado viu-se a conquista da Tartária e da Sibéria e a transformação da Rússia em um estado multiétnico.
Em 1552, os exércitos de Ivã IV capturam Cazã e trouxeram a região do Volga Central para o controle de Moscóvia. Também abriu o caminho para a colonização do resto do Volga e das bacias do Kama.
Em 1558, os empreendedores da família Stroganov, que tinha feito uma fortuna com madeira, sal e ferro, pediu e recebeu autorização de Ivã IV para cultivar, colonizar, administrar e defender as terras recém-conquistadas sobre o Kama. A colonização de terras cada vez mais trouxe os Stroganov em conflito aberto com Cuchum do Canato de Sibir em 1573. O bandido e pirata atamão Iermak Timofeievitch, em serviço dos Stroganov, levou seus 800 cossacos de Volga e Don contra o exército de Cuchum. Em 1581, suas tropas cruzaram os Urais e conquistaram o Canato de Sibir e colocaram todos os nativos da região em tributo ao czar. A conquista russa da Sibéria havia começado. Prosseguiu ao longo de seus principais rios e limitou-se a territórios a norte do paralelo 50, porque essa área possuía os animais mais valiosas para curtumes.
A expansão Oriental através do século de 1600, observa-se a expansão a leste da Sibéria, mas limitando ganhos ocidentais e até mesmo perdas como na Polônia, na Lituânia e na Suécia por várias guerras com o czar. O crescimento mais importante foi a conquista do sul, que trouxe os cossacos.

### Conquista da Sibéria

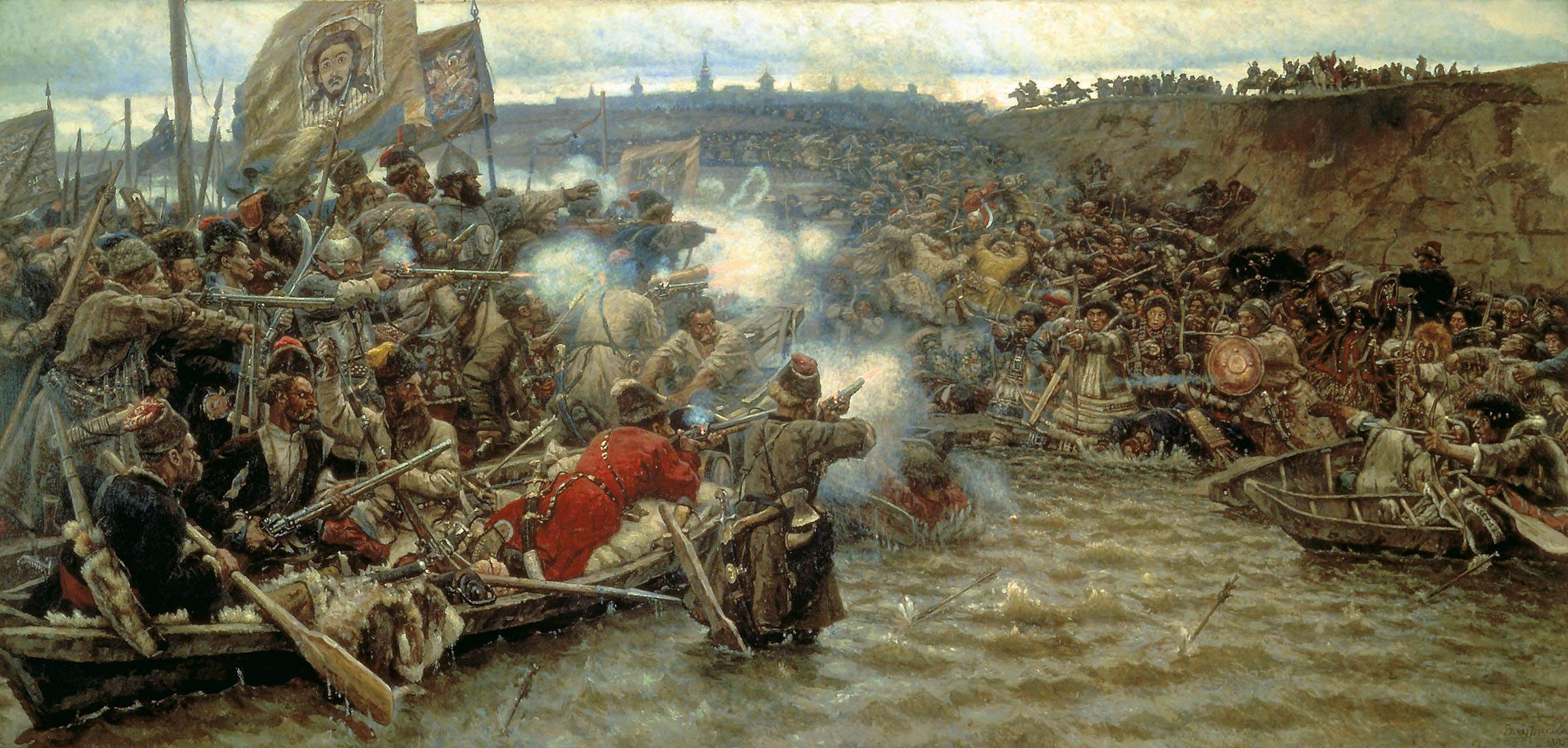
A Conquista de Sibéria de Yermak, uma pintura de Vasily Surikov

Entre 1585 e 1605, os moscovitas invadiram a bacia dos rio Irtixe e Ob. Em 1628, já haviam se expandido ao longo dos rios Enisei, Tunguska Inferior e Pedregoso, e do rio Angara. Completariam a conquista do Lena em 1640, do Amur em 1643 e entre 1638 e 1650 que subjugaram a região do Lago Baical. Os conquistadores construíram fortalezas ao longo desses rios em todos os locais estratégicos: Tiumen, Tobolsk, Tomsk, Eniseisk, Iacutesque, Okhotsk, Albazin e Irkutsk.

## Império Russo (1721-1921)

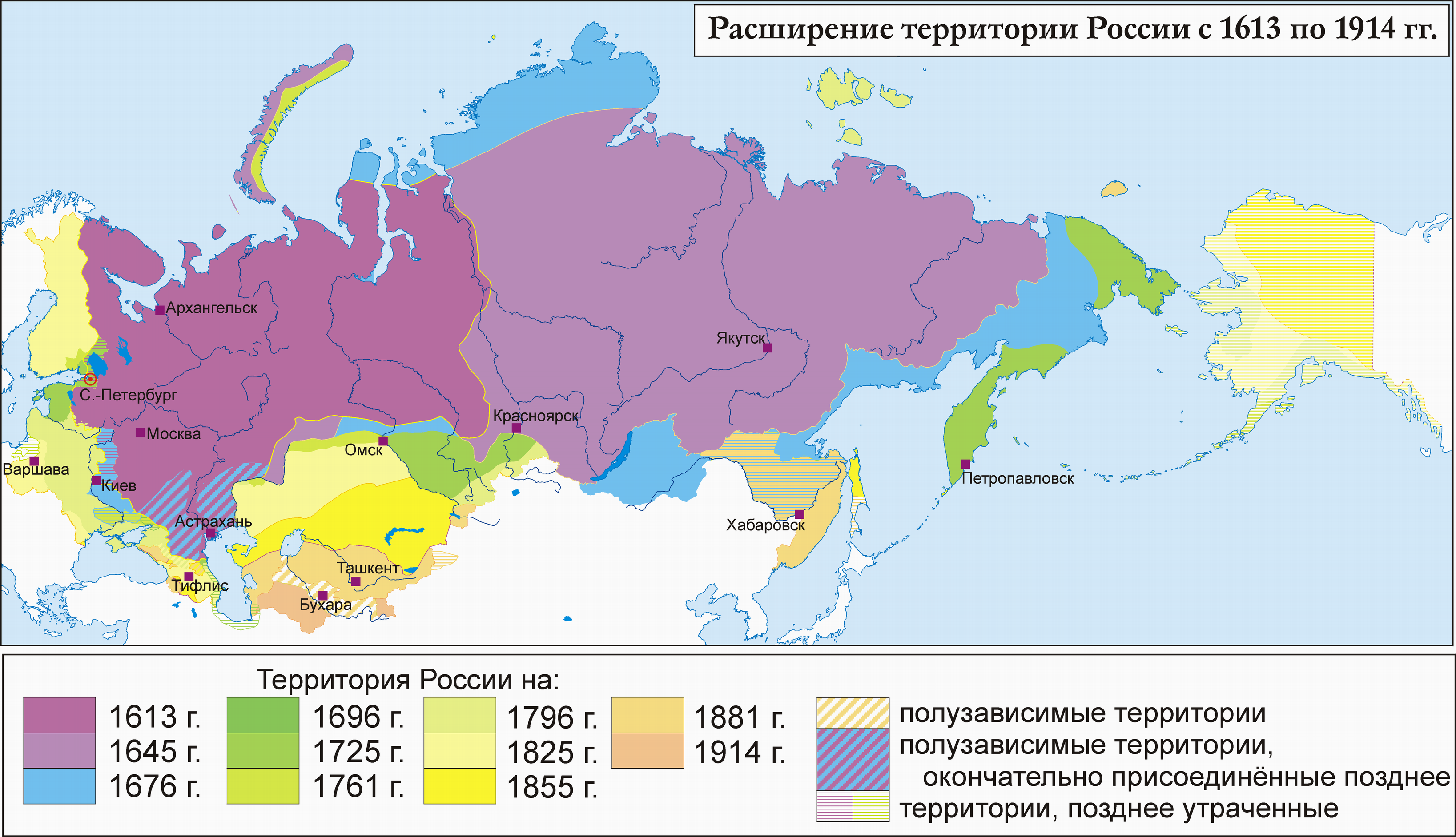
Expansão da Rússia entre 1613 e 1914

Pedro, o Grande, fundou o Império Russo em 1721 e, através dele e, posteriormente, sob Catarina, a Grande, a Rússia obteve uma grande expansão territorial com a propagação para o leste do Pacífico, na Ucrânia, e iniciando a pressionar para o sul da Ásia Central.
Como sempre, é difícil acompanhar as fronteiras exatas sobre um cronograma exato. O que se sabe é que, por meados do século XIX, a Rússia foi de longe a maior potência do globo, com seu alcance se estendeu para o Alasca e mais para a América do Norte (incluindo o Fort Ross, na Califórnia), na Ásia Central, no Cáucaso, na Ucrânia, na Finlândia, e na Ilha Sacalina. Isso, no entanto, foi o seu auge.
Moscou vendeu o Alasca para os Estados Unidos, comprometido com o Grande Jogo contra os britânicos e na criação do Afeganistão, perdeu o sul da Sacalina para os japoneses na Guerra Russo-Japonesa, e pela Grande Guerra, viu algumas recessões desde o pico territorial de meados do século XIX. E assim, durante a Grande Guerra, a Rússia passou por uma maciça convulsão interna seguida pela revolução que resultou no fim da monarquia e um governo central de ideologia comunista.

### Expansão na Europa oriental
Com a anexação da Ucrânia ocidental do Dniepre da Polônia em 1667 e a conquista da região na parte inferior do Dniepre do Império Otomano em 1677, o terreno estava estabelecido para a política expansionista da Rússia sob Pedro, o Grande.
Entre 1708 a 1709, Carlos XII da Suécia, estabeleceu uma união com os cossacos, para libertar a Ucrânia e avançou em Moscou. Na batalha de Poltava, os exércitos invasores foram completamente derrotados (primeira catástrofe externa na Rússia nos tempos modernos, antes de Napoleão e Hitler). As tropas russas sob Pedro I, ocuparam as ilhas Alanda e a Finlândia (1714) e invadiram a Suécia (1719-1720). A Rússia suplantou a Suécia como a principal potência na região do Báltico e se tornou o quarta grande potência no equilíbrio do sistema de poder.
Ao concluir a guerra (Tratado de Nystad em 1721), a Rússia saiu amplamente favorecida, tornando-se a principal potência na região do Mar Báltico, um líder supremo no Báltico e um peso importante na política europeia. Territorialmente o Império Sueco cedia à Rússia toda a província da Íngria, Viburgo, Kexholm do Sul, mas manteve quase toda a Finlândia. Também cedeu a Livônia e a Estônia, incluindo as ilhas de Ösel (Saaremaa) e Dago (Hiiumaa).
Entre 1808 e 1809 na Suécia e Rússia se envolveram numa guerra pela Finlândia, a fim de forçar a primeira a aderir ao chamado Bloqueio Continental contra a Inglaterra. Como resultado deste conflito, a Suécia perdeu sua metade oriental, que se tornou uma parte integrante da Rússia com o nome do Grão-Ducado da Finlândia.
No início do século XIX, a Rússia fez grandes avanços em sua tentativa de expandir para o oeste. As tropas imperiais tomaram o controle de vários pontos estratégicos na região dos Balcãs: a cidade de Ternopil entre 1809 e 1815, a cidade portuária de Cátaro em 1806, e as ilhas Jônicas em 1805, no contexto das guerras napoleônicas. Após a derrota de Napoleão, foi realizado o Congresso de Viena, que viu a Rússia expandir seu território para o oeste. Confirmou a sua possessão da Finlândia e Bessarábia, bem como a anexação da maior parte do Ducado de Varsóvia.

### Avanços no Cáucaso, Ásia Central e Extremo Oriente

Extensão máxima do Império Russo:
Território (1866).
Protetorados, territórios de ultramar, possessões e territórios ocupados (com data) entre 1800 e 1917.
Esfera de influência.

Sob o czar russo Alexandre II (1855-1881) vastos territórios foram obtidos na região do Mar Negro, no oeste da Ásia e no Extremo Oriente. Os comerciantes e os colonos na Sibéria, que contavam cerca de 0,9 milhões em 1800, tinham aumentado para 2,7 milhões em 1850, a maioria deles na parte ocidental da Sibéria. Assim, durante o reinado de Alexandre II, a Rússia expandiu no Extremo Oriente da Sibéria.
A conclusão do humilhante Tratado de Paris (1856), que terminou com a Guerra da Crimeia que havia sido uma ação política externa importante de Alexandre II. O tratado eliminou todos os privilégios que a Rússia tinha ganho à custa do Império Otomano:
- Isso forçou a Rússia a retirar-se de Carse, Moldávia, Valáquia e Bessarábia meridional;
- Obrigou a Rússia a abandonar a reivindicação de protetorado sobre os cristãos ortodoxos no Império Otomano;
- É neutralizado o Mar Negro;
- Ordenou-se a destruição de todas as fortificações ao longo das margens do Mar Negro;
- Isso forçou os russos a desmantelar suas instalações militares e navais nas ilhas Aland no Báltico.

Depois de 1856, estadistas russos concentraram seus esforços na revisão do tratado. Até 1863, quando os franceses do lado dos insurretos poloneses, a Rússia tentou realizar este objetivo com a ajuda francesa. A garantia de aval da Prússia, os russos renunciaram unilateralmente o Tratado de Paris em 1870.
A Rússia havia fundado uma colônia penal em 1857 no norte da ilha de Sacalina. Em 1858, se aproveitaram da fraqueza da China e assinaram, com a dinastia Manchu, o Tratado de Aigun. Neste tratado, a Rússia obteve 600 000 km2 de território na margem esquerda do rio Amur (que atualmente separa a China da Rússia). Em 1860, no Tratado de Pequim, a Rússia obteve território ao sul do rio Amur ao longo do Mar do Leste (Mar do Japão) para a Coreia. No sul da região, em 1860, os russos fundaram o porto da cidade de Vladivostoque.

Divisão territorial do Império Russo na Ásia Central, a princípios do século XX.

No Cáucaso, a Rússia vinha enfrentando uma "guerra santa" contra os povos islâmicos das montanhas. Em 1857, os russos lançaram uma nova ofensiva ali. Os montanhistas se cansaram de lutar e os russos capturaram o lendário Xamil, líder da resistência à Rússia. No Cáucaso, os cristãos georgianos e armênios viam os russos como uma proteção contra a ameaça dos turcos, assim como ataques pelos montanhistas muçulmanos, enquanto alguns muçulmanos, em vez de serem governados pelos russos cristãos, migraram para a Turquia.
Sob Nicolau I (r. 1825–1855) o avanço russo tinha chegado ao canatos de Cocande, Bucara, e Quiva. A nova campanha na Ásia Central se iniciou em maio de 1864 com o envio de expedições militares a região - entre o Mar Cáspio e a China, no norte do Afeganistão. Os russos, numericamente, tinham uma organização superior e melhor equipamento o que fez parecer uma vitória de rotina. Em 1876, o protetorado russo de Cocande foi incorporado ao império. Bucara desmoronou com a captura de Samarcanda em 1867. A subjugação de Quiva foi concluída em 1873. A população era escassa e em grande parte tribais e islâmicos. A maioria eram pastores móveis. A resistência aos russos estava armada com pouco mais de umas poucas armas antiquadas. Os Estados Unidos foram a principal fonte para a Rússia de algodão, e quando este fornecimento foi reduzido durante a Guerra Civil dos Estados Unidos a cultura de algodão na Ásia Central tornou-se de maior importância para a Rússia. Os russos capturaram a cidade de Tasquente, em Junho de 1865, e Tasquente se tornou um centro administrativo da Rússia. Os colonos russos começaram a se mover para as áreas conquistadas, com o exército russo defendendo os colonos contra os ataques dos nativos, o que levou à expansão russa.
A expansão russa na Ásia Central alarmou os britânicos, que temiam seu controle sobre o Afeganistão e a Índia, e trouxe os russos em conflito com os chineses que estavam tentando lidar com a rebelião em Sinquião. Para evitar que a revolta se alastrasse em suas regiões recém-adquiridas da Ásia Central, a Rússia ocupou a região estratégica de Gulja ao longo do rio Ili em 1871.

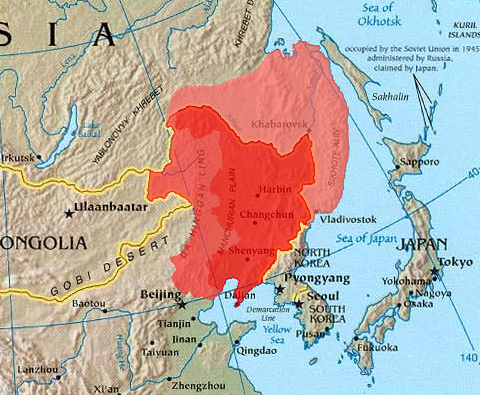
Grande Manchúria:
Manchúria Russa
Manchúria sob influência russa
Manchúria sob influência japonesa

Vastas regiões da China, ao longo dos rios Amur e Ussuri também foram anexados pelos russos. Aproveitando-se dos problemas internos da China e as pressões francesas e britânicas no país, os russos estabeleceram o controle de uma enorme área entre 1858 e 1860. No Tratado de Tientsin e Aigun (ambos em 1858) e Pequim (1860) a Rússia legalizou a sua apreensão e:
- as concessões para o comércio por terra e mar;
- obteve o direito de enviar comerciantes e missionários ortodoxos a China;
- adquiriu status de "nação mais favorecida" e uma garantia de uma participação futura na China

Em 1867, o governo de Alexandre avançou rumo a uma maior consolidação da fronteira de seu império vendendo para os Estados Unidos todos os seus "territórios e domínios" no continente da América do Norte, ou seja, o Alasca e ilhas adjacentes por US $ 7,2 milhões -e a continuação de uma retirada partir de Fort Ross no norte da Califórnia, em 1841.
A venda foi influenciada por três considerações:
- Defensiva: sem uma Frota no Pacífico e grandes assentamentos prósperos na região, os russos achavam que não poderiam defender o desabitado deserto congelado;
- Econômica: ineficácia, má gestão, e, a dizimação de animais para curtumes significava que as possessões da Rússia na América foram uma drenagem constante sobre os fracos recursos do governo;
- Política: com a venda do Alasca aos Estados Unidos, os russos esperavam ganhar um potencial aliado contra o seu arqui-inimigo, a Inglaterra.

Ambos os lados fizeram um grande negócio: os russos se livraram de uma responsabilidade que não podiam proteger, e os norte-americanos adquiriram uma região cujo pleno potencial econômico e estratégico acabaria por se realizar.
Em 1875, a Rússia se afastou das ilhas Curilas (historicamente ilhas que pertenciam aos povos ainus). E reconheceu o controle do Império do Japão e lá recebeu, em troca, o reconhecimento de seu controle sobre a metade sul da ilha de Sacalina, dando toda Sacalina, no momento, para a Rússia.
Enquanto isso, a Rússia de Alexandre havia recuperado alguma posição no mundo ocidental. Em 1870, Alexandre repudiou a seção de 1866 do Tratado de Paris que impediu a Rússia de ter uma força naval no mar Negro. Uma conferência das potências europeias, realizada em 1871, sancionou a Rússia o restabelecimento de uma força naval no mar Negro, mas reafirmou o direito do sultão otomano para fechar Dardanelos e o Bósforo para navios de guerra.
Quanto à fronteira ocidental do Império Russo, no momento o pan-eslavismo foi o energético a  alguns russos - um ponto de vista de que havia aumentado com o declínio do prestígio internacional russo com sua perda na Guerra da Crimeia. A Organização Pan-Eslavista considerava que, se os povos eslavos e cristãos ortodoxos russos que fossem associados com o Império Russo, a Rússia que teria mais poder e influência nos assuntos mundiais. Alguns pan-eslavistas acreditavam que a antiga sede do Cristianismo Ortodoxo Oriental, Constantinopla, foi ou deveria ser russa. Alguns devotos cristãos pan-ortodoxos acreditavam que o Império Russo deveria incluir os territórios do rio Volga ao rio Eufrates, desde o rio Ganges ao Danúbio, que, acreditavam eles, Daniel havia profetizado. Creditavam a Rússia, as maiores conquistas: a religião dos hebreus, a cultura dos gregos (que também eram ortodoxos orientais) e a ordem política de Roma antiga. Após a unificação da Alemanha, em 1871, os pan-eslavistas queriam colocar em cheque a expansão alemã na Europa Central e Oriental. O Pan-eslavismo, acreditavam eles, era um elemento essencial para que a Rússia tornasse uma grande potência.
A Rússia criou uma aliança com a Prússia e Áustria-Hungria, a chamada Liga dos Três Imperadores. O país se juntou a outras potências cristãs na tentativa de impor ao Império Otomano um programa de reformas e eliminar ressentimentos entre os cristãos do Império Otomano nos Balcãs. Na Rússia, a opinião pública subiu de apoio a um aumento espontâneo contra o domínio turco nos Balcãs, o tapume russo com seus companheiros cristãos ortodoxos, a quem viam como um sofrimento sob o domínio muçulmano. A opinião pública incitou Alexandre em ir à guerra contra os turcos, e em 24 de abril de 1877, a Rússia declarou guerra contra o sultão otomano. O czar apaziguou a Áustria, para que o país não se opusesse a sua ação contra os turcos, e fê-la através de uma oferta a Áustria, as províncias da Bósnia e Herzegovina (ajudando a preparar o terreno para a Primeira Guerra Mundial em 1914).
Os exércitos russos bem sucedido parou na captura de Constantinopla, ameaçado com guerra por uma Grã-Bretanha despertada se o fizesse. A Rússia fez a paz com a Turquia em Santo Estêvão. Mas a Grã-Bretanha e outras potências europeias se opõem a qualquer aumento da influência russa nos Bálcãs. Em uma conferência das grandes potências em Berlim em 1878 - o chamado Congresso de Berlim - o mapa dos Bálcãs foi redesenhado com o que parecia ser uma derrota diplomática para a Rússia, para o que a opinião pública russa reagiu com amargura.
Os russos tiveram que se contentar, dessa forma, com os seus ganhos na Sibéria e na Ásia Central. Até 1876, os russos haviam conquistado ou tivesse convertido em protetorado todos o atual Uzbequistão. Também em 1876, ocuparam o norte do atual Quirguistão. Em 1881, o Quirguistão fazia parte do Império Russo. E em 1881, os russos superaram a forte resistência das tribos do Turcomenistão, capturando a fortaleza de Dengil-Tepe, perto de Asgabade, colocando o Turquemenistão atual sob controle russo.

### Princípios do século XX

Divisões do Império Russo na Ásia Central (Turquestão russo) no princípio do século XX.

Em sua conquista da Ásia Central no século XIX, os russos tinham perdido, talvez menos de mil soldados. Incentivaram povos locais seminômades para desenvolver a agricultura, sem interferir com as leis locais e outros costumes dos povos islâmicos conquistados, e a Rússia recebeu da Ásia Central algodão e outras matérias-primas. Nos territórios conquistados, os russos venderam o tabaco, produtos manufaturados e, com consequências devastadoras, vodka. Comerciantes compraram terras e, em seguida, arrendaram a terra de volta para as populações locais a preços exorbitantes. E os russos tributaram os povos locais.
Entre os povos conquistados da Sibéria, do Cáucaso e da Ásia Central, somente os Yakuts no nordeste da Sibéria, conseguiram se adaptar bem ao domínio russo, os Yakuts, pelo menos sua elite, preservaram sua linguagem e, sob um verniz cristão, a sua tradição de xamanismo.